# Білоус Олександр Васильович
Олекса́ндр Васи́льович Білоу́с — старшина Збройних сил України, учасник російсько-української війни.
Станом на березень 2017-го — у складі 128-ї бригади.

## Нагороди
- Орден «За мужність» III ступеня (2014) — за особисту мужність і героїзм, виявлені у захисті державного суверенітету та територіальної цілісності України, вірність військовій присязі[1]
- Орден «За мужність» III ступеня (2018) — за особистий внесок у зміцнення обороноздатності Української держави, мужність і самовіддані дії, виявлені у захисті державного суверенітету та територіальної цілісності України, зразкове виконання військового обов'язку[2]